# PlayStation VR2
PlayStation VR2 (zkráceně PS VR2) je zařízení pro virtuální realitu druhé generace vyvinuté společností Sony Interactive Entertainment pro použití s herní konzolí PlayStation 5. Na trh bylo uvedeno 22. února 2023 a představuje nástupce původního PlayStation VR.

## Historie vývoje
Vývoj PS VR2 probíhal několik let pod vedením týmu inženýrů Sony Interactive Entertainment a úzce souvisel s návrhem PlayStation 5. Cílem bylo vytvořit pokročilé zařízení virtuální reality, které by bylo schopné pracovat s novým hardwarem a technologiemi sledování pohybu. Během vývoje se tým zaměřil na integraci OLED displejů s vysokým rozlišením a na vylepšené ovladače s haptickou odezvou a adaptivními spouštěmi, stejně jako na systém sledování očí pro využití technologie foveálního renderingu. Technický přístup zahrnoval vytvoření nového rozhraní pro připojení přes USB-C a optimalizaci interních komponent pro zvýšení výkonu a snížení spotřeby energie.

## Technické specifikace
- Displej: PlayStation VR2 nabídne dva OLED displeje s rozlišením 2000×2040 px.[3]
- Úhel pohledu: 110 stupňů.
- Ovladače PS VR2 Sense: vybaveny adaptivními spouštěmi a haptickou odezvou, která umožňuje přesnější přenos pocitů, včetně odporu a vibrací. Ovladače jsou rovněž vybaveny snímači pro detekci polohy prstů[2], což umožňuje sledování gest a interakce uživatele s virtuálními objekty.
- Systém sledování pohybu: zařízení je vybaveno čtyřmi externími kamerami, které sledují polohu headsetu a ovladačů v prostoru bez nutnosti dalších externích senzorů. Vestavěné infračervené kamery sledují pohyby očí, což umožňuje využití technologie foveálního renderingu – optimalizace grafiky zaměřené na oblast, na kterou se uživatel dívá.
- Připojení: PS VR2 používá rozhraní USB-C pro připojení k PlayStation 5, což umožňuje rychlý přenos dat a napájení zařízení prostřednictvím jednoho kabelu. Podporuje různé datové protokoly, včetně DisplayPort pro přenos videa a USB pro další data.
- Audio a chlazení: headset je vybaven vestavěným mikrofonem a 3,5mm jackem pro připojení sluchátek. Chladicí systém s ventilátorem zabraňuje zamlžování čoček a zajišťuje komfortní použití i při delších herních seancích.

## Komfort nošení

### Hmotnost a vyvážení
PS VR2 váží přibližně 560 gramů. Design zařízení je optimalizován pro rovnoměrné rozložení hmotnosti, což snižuje zátěž na krk a umožňuje pohodlné používání po delší dobu.

### Nastavení velikosti
Konstrukce upevnění PS VR2 umožňuje široké možnosti nastavení velikosti a přizpůsobení různým tvarům a velikostem hlavy. Mechanismus nastavení umožňuje uživateli měnit délku a napětí upevnění pro zajištění bezpečného uchycení a optimální pozice čoček pro lepší ostrost obrazu. Měkké kontaktní plochy zajišťují pohodlné přilnutí a rovnoměrné rozložení tlaku na hlavu.

### Ventilace
Vestavěný systém ventilace zabraňuje zamlžování čoček a přehřívání hlavy při delších herních seancích, což zajišťuje pohodlí uživatele a lepší viditelnost.

## Nastavení zařízení

### Připojení
Připojení PS VR2 ke konzoli PlayStation 5 se provádí přes USB-C, což umožňuje přenos dat a napájení prostřednictvím jednoho kabelu.

### Nastavení herní zóny
Systém automaticky skenuje okolní prostor a definuje hranice herní zóny, což umožňuje správné nastavení parametrů sledování pohybu a zabraňuje kolizím s objekty v místnosti.

### Kalibrace
Proces kalibrace ovladačů Sense probíhá v několika krocích, včetně nastavení polohy a orientace zařízení. Procedura zabere jen několik minut a poskytuje přesné sledování pohybů.

## Software a kompatibilita
PS VR2 je kompatibilní pouze s PlayStation 5 a podporuje hry, které byly vyvinuty speciálně pro tuto platformu. Zařízení nepodporuje hry z původního PlayStation VR kvůli rozdílům v technologii sledování a ovladačích.

## Dostupné hry
- Horizon Call of the Mountain: dobrodružná hra ve světě Horizon, vyvinutá s využitím možností PS VR2.
- Resident Evil Village: hororová hra z pohledu první osoby s podporou VR.
- Gran Turismo 7: závodní simulátor s integrací virtuální reality.
- Beat Saber: rytmická hra přizpůsobená pro PS VR2.

## Rozdíly oproti PlayStation VR
- Rozlišení a úhel pohledu: PS VR2 je vybaven displejem s rozlišením 2000×2040 pixelů pro každé oko a úhlem pohledu 110 stupňů, což je vylepšení oproti rozlišení 960×1080 a úhlu 100 stupňů u PS VR.
- Systém sledování: Vestavěné kamery nahradily externí kamery, používané v původním PS VR. Přidáno bylo sledování očí, které umožňuje využití foveálního renderingu.
- Ovladače: Ovladače PS VR2 Sense jsou vybaveny adaptivními spouštěmi a haptickou odezvou, podobnou jako u DualSense pro PS5, a dodatečnými snímači pro detekci polohy prstů.
- Ergonomie: Vylepšena byla konstrukce hlavového opěrky a snížena hmotnost zařízení na přibližně 560 gramů pro pohodlné dlouhodobé používání.